# Manu Pozo
Manuel Pozo Guerrero (Casariche, 12 de diciembre de 2001) es un futbolista español que juega como extremo derecho en el SC União Torreense de la Segunda División de Portugal.

## Trayectoria
Nacido en Casariche, se une al fútbol base del Real Betis en 2019 tras pasar por el Calavera CF, EF Peloteros Sierra Sur y ED Casariche. El 26 de septiembre de 2020, tras finalizar su formación, sale cedido al CD Covadonga de la extinta Segunda División B hasta final de temporada. El 1 de agosto de 2021, tras volver de su cesión, firma por el Sporting de Gijón para jugar en su filial en la Tercera Federación.
El 1 de septiembre de 2022 se marcha al Real Valladolid Promesas de la Segunda Federación. Logra debutar con el primer equipo el 17 de marzo de 2023 al entrar como suplente en la segunda mitad en una derrota por 3-1 frente al Athletic Club en la Primera División.

## Clubes
Actualizado al último partido disputado el 5 de mayo de 2024.
| Club                       | País          | Año           | Partidos | Goles |
| -------------------------- | ------------- | ------------- | -------- | ----- |
| Betis Deportivo            | España        | 2020-2021     | 0        | 0     |
| CD Covadonga (cedido)      | España        | 2020-2021     | 26       | 3     |
| Real Sporting de Gijón "B" | España        | 2021-2022     | 30       | 11    |
| Real Valladolid Promesas   | España        | 2022-2024     | 64       | 18    |
| Real Valladolid CF         | España        | 2023-2024     | 2        | 0     |
| SC União Torreense         | Portugal      | 2024-Act.     |          |       |
| Total carrera              | Total carrera | Total carrera | 122      | 32    |